# 艾諾提亞：失落之歌
《艾諾提亞：失落之歌》是由義大利的獨立遊戲開發商Jyamma Games開發及發行的魂系動作角色扮演遊戲。本作原定於2024年8月21日在PlayStation 5、Steam等平台上發行。2024年5月宣布發行日延期至同年9月19日。

## 遊戲情節
遊戲背景設定源於義大利民間傳說，並從義大利迷人的沿海風景汲取靈感。故事舞台發生於蓬勃發展的國家「艾諾提亞」，某日遭邪惡的「卡諾瓦基歐」吞噬而停止變化。玩家將扮演「變革的面具」，為了將世界從詛咒的吞噬中解放而奮戰。

## 遊戲玩法
玩家以第三人稱視角操作角色通關。玩家可手持各種武器，或利用技能對敵人進行攻擊、處決等。玩家戰勝頭目時可以獲得該角色的面具，戴上面具後可扮演該角色並使用其力量。玩家最多可組成三個自定義的面具能力，並根據不同的情況及需求進行隨時切換。玩家可透過操縱「奧多爾」的一股力量來改變敵人的行動，或是周遭環境的樣貌。在通關時，巧妙運用此能力改變環境以解決謎題並解開隱藏的秘密，或是影響敵人的動作，從而在戰鬥中取得更多優勢，以及避開各種危機等。

## 開發
2022年9月16日，遊戲開發商Jyamma Games於官方YouTube頻道發布遊戲的第一支預告片，並釋出部分遊戲擷取畫面，初次向大眾展示遊戲中的世界觀以及大致玩法。2023年2月，遊戲開發商參與第二十一屆台北國際電玩展，除了發布新的預告片以外，也在展場中開放試玩活動，並確定遊戲將在2024年正式發行。在亞洲發行方面，SEGA與遊戲開發商簽訂合約，聲明將由SEGA負責遊戲在亞洲地區的製作與發售，同時表示遊戲預計於2024年春季在亞洲發行。
2024年2月18日，遊戲開發商再度發布新的遊戲預告片，其中揭示了遊戲的正式發售日期為同年的6月21日。然而僅在公告發售日期的四天後，FromSoftware開發的魂系遊戲艾爾登法環發布其可下載內容：「黃金樹幽影」的首支預告片，發售日同為2024年6月21日。Jyamma Games執行長Giacomo Greco其後表示「一款類魂遊戲與艾爾登法環的可下載內容(DLC)在同一天發售無疑是一種自殺行為，因此我們可能會採取延後遊戲發售日期的措施。」並補充到在3月21日這天，官方會發布有關遊戲的重大消息。
2024年3月21日，官方確定遊戲的正式發售日期為同年的8月21日，以及不日將會在PlayStation 5、Steam以及Epic遊戲商城發布試玩版。關於遊戲是否在Xbox Series X/S發行，會在確保PlayStation 5與個人電腦玩家有良好的遊玩體驗下重新評估。同年5月22日，官方於PlayStation 5及Steam平台開放遊戲的體驗版供玩家試玩，然而也宣布遊戲再度延期至同年9月19日正式發行，豪華版則於9月16日發行。

## 外部連結
- 官方网站（英語）